# 文養浩
文養浩（16世紀—17世紀），字希孟，陝西西安府耀州人，明朝政治人物。

## 生平
文養浩是隆慶四年（1570年）的舉人，萬曆十八年（1590年）授文水知縣，正值均平田賦，他嚴禁猾吏、釋放無辜、放寬逋賦、招集流亡，縣民趙同、王元祿、王福旺都因此死而復生，而前任知縣不敢過問的惡人也被他依法處置，人民得安堵。之後他以卓異以太原同知俸祿任嵐縣知縣，縣內豪搶得知他的威名都互相勸戒不要犯事；再調汾州同知，擢官雲南知府，當地歲貢金往往多被乾沒，他絲毫不取，而銅錫商人因為稅重不敢前來，他就減輕稅款，轉為貴州按察司副使，不久致仕，縣人在柏茆山建祠祭祀他。

## 引用
1. 1 2  嘉慶《耀州志·卷七·人物志》：文養浩，字希孟，隆慶庚午舉人，授文水令，會均賦，浩嚴詭寄，猾吏無所措手；釋無辜、寬逋賦、招流亡，如邑民趙同、王元祿、王福旺等皆瀕死而生者，有大奸為前令不敢問，浩如法戍，民得安堵。以卓異加大同【太原】同知俸管嵐縣事，嵐多豪右，問威名相戒勿犯；調汾州同知，擢守雲南，雲南歲貢金往往出納多乾沒，浩絲毫無染，商銅錫者稅重則裹足，浩輕其稅，兢輻輳至。擢貴州按察司副使，尋致政歸。 南師仲撰墓志
2. ↑  嘉慶《耀州志·卷六·選舉志》：文養浩，棟子，隆慶庚午舉人，官至貴州按察司副使，祀鄉賢，詳人物。
3. ↑  光緒《文水縣志·卷十一·官政志》：文養浩，陝西耀州舉人，萬曆十八年任（文水知縣），錢糧一任里戶，收解嚴禁，多科聽訟，不直者量罰；穀存倉勾攝不差，皂役製本，皂付原告同地方拘審。薦調嵐縣，厯雲南知府，邑人建祠柏茆山巔祀之。